# 韋斯頓米爾斯 (紐約州)
韋斯頓米爾斯（英語：Weston Mills）是位於美國紐約州卡特羅格斯縣的普查規定居民點。

## 人口
根據2020年美國人口普查的數據，韋斯頓米爾斯的面積為18.45平方千米，當中陸地面積為18.26平方千米，而水域面積為0.19平方千米。當地共有人口1525人，而人口密度為每平方千米82.66人。